# Oktyabrszkojei járás (Cseljabinszki terület)
Az Oktyabrszkojei járás (oroszul Октябрьский район) Oroszország egyik járása a Cseljabinszki területen. Székhelye Oktyabrszkoje.

## Népesség
- 1989-ben 30 050 lakosa volt.
- 2002-ben 28 245 lakosa volt, melyből 21 656 orosz, 1871 ukrán, 1464 német, 1205 tatár, 675 baskír, 377 kazah, 311 azeri, 217 fehérorosz, 111 mordvin stb.
- 2010-ben 21 097 lakosa volt, melyből 16 752 orosz, 1080 ukrán, 915 tatár, 773 német, 390 baskír, 338 azeri, 283 kazah, 153 fehérorosz stb.